# Урочище Ореховое
Урочище Ореховое — комплексный памятник природы. Статус присвоен в соответствии с Решением Кашарского РИК № 75 от 15.03.78. Расположен в Кашарском районе Ростовской области. Имеет большое природоохранное, научное и просветительское значение.

## Описание
Комплексный памятник природы Урочище Ореховое (Ореховая падь) представляет собой овражно-балочную систему со склонами различной крутизны, сопутствующей растительностью и животными. Границы урочища «Ореховое»: территория западнее селения Кашары Кашарского района Ростовской области. Урочище занимает 17, 18, 19-й кварталы Киевского лесничества Кашарского территориального лесничества.
Статус памятника природы присвоен 15.03.78 в соответствии с решениями Кашарского РИК № 75 от 15.03.78, Облисполкома № 313 от 23.08.85, Облсовета № 87 от 22.04.92, приказом № 111 по Ростовскому управлению лесного хозяйства от 17.09.85.
Общая площадь урочища Ореховое составляет около 267 гектаров.
На территории обитают небольшие млекопитающие, имеется разнообразная орнитофауна. На территории памятника природы находятся дубравы с луговой и степной растительностью, байрачный лес естественного происхождения середины XIX века, расположенный на склонах овражно-балочной системы. Здесь имеются два родниковых источника. В лесу растут в основном дубы, сопутствующие деревья — зелёный ясень, лещина, липа, осина, берёза, яблоня, груша, боярышник, шиповник, тёрн.
Урочище Ореховое имеет природоохранное, рекреационное и эстетическое значение. Находится в удовлетворительном состоянии.
Ответственность за обеспечение охраны и функционирование комплексного памятника природы несёт Министерство природных ресурсов и экологии Ростовской области.